# Ernst Gräfenberg
Ernst Gräfenberg (ur. 26 września 1889 w Adelebsen, zm. 28 października 1957 w Nowym Jorku) – niemiecki lekarz.
Wynalazł pierścień Gräfenberga, wkładkę domaciczną składającą się z pierścienia z metalu szlachetnego i jedwabnej nici. Pierścień zapobiegał niechcianym ciążom.
W 1981 roku od jego nazwiska John Perry i Beverly Whipple nazwali punkt erogenny znajdujący się na przedniej ścianie pochwy punktem G.